# 102 př. n. l.

## Události
- Římané pod vedením Gaia Maria rozdrtili germánské Teutony v Bitvě u Aquae Sextinae
- založeno jihofrancouzské město Aigues-Mortes (pravděpodobně)

## Narození
- Quintus Tullius Cicero - římský politik a dramatik

## Hlavy států
- Římská republika – konzul Gaius Marius
- Pontus – Mithridatés VI. Pontský
- Parthská říše – Mithradatés II. (124/123 – 88/87 př. n. l.)
- Egypt – Ptolemaios X. Alexandros (110 – 109, 107 – 88 př. n. l.)
- Čína – Wu-ti (dynastie Západní Chan)